# البنیان
البنیان (به عربی: البنیان) یک منطقهٔ مسکونی در الجزایر است که در استان معسکر واقع شده‌است. البنیان ۴٬۵۳۰ نفر جمعیت دارد.